# Współpraca i Braterstwo
Współpraca i Braterstwo (hebr.: שיתוף ואחווה, Szituf we-achwa, arab.: مشاركة وأخوة, ang.: Cooperation and Brotherhood)  – arabska satelicka partia polityczna działająca w Izraelu od lat 50. do 70. XX wieku. Była partią stowarzyszoną z rządzącą Mapai, a następnie Partią Pracy.
Po raz pierwszy wystartowała w wyborach w 1959. W skład czwartego Knesetu wprowadziła dwóch posłów – mandaty uzyskali Labib Husajn Abu Rukn i Jusuf Dijab. W kolejnych wyborach do parlamentu weszli dwaj nowi posłowie Dżabr Mu’addi i Dijab Ubajd, którzy uzyskali elekcję również cztery lata później. 5 lipca 1966 posłowie partii Współpraca i Braterstwo wraz z posłami innej arabskiej partii – Postęp i Rozwój – Iljasem Nachlą i Sajfem ad-Dinem az-Zubim powołali nowe ugrupowanie – Współpraca i Rozwój. Partia rozpadła się pół roku później – 1 stycznia 1967, a posłowie powrócili do swoich frakcji. Kilka miesięcy później – 11 kwietnia Dżabr Mu’addi opuścił macierzyste ugrupowanie zakładając Partię Druzów.
W wyborach w 1969 mandaty z listy partii zdobyli Dijab Ubajd i Iljas Nachla.